# Guerra dei cimarroni (1795-1796)
La guerra dei cimarroni (1795-1796) fu un conflitto di diciotto mesi scatenato dai cimarroni di Trelawny Parish ,(Giamaica) contro il governo coloniale britannico dell'isola. Alla rivolta non presero parte le altre comunità di cimarroni giamaicani che preservarono così i diritti guadagnati con il precedente conflitto (v. guerra dei cimarroni (1731)).

## Svolgimento
Per snidare i ribelli dalle montagne, il comando britannico fece arrivare da Cuba i locali bracchi da sangue, cani espressamente selezionati per la caccia agli schiavi fuggiaschi, con relativi conduttori. Il lavoro di questi "cacciatori di uomini" riuscì in poco tempo ad avere ragione dei guerriglieri ribelli.

### Fonti
- Dallas, R.C. (1803), The History of the Maroons, From Their Origin to the Establishment of their Chief Tribe at Sierra Leone.
- Edwards, B. (1793), History, Civil and Commercial, of the British Colonies in the West Indies.

### Studi
- Campbell, M.C. (1990), The Maroons of Jamaica, 1655-1796, Trenton (NJ), Africa World Press.
- Craton, M. (1982), Testing the Chains : Resistance to Slavery in the British West Indies, Ithaca, Cornell University Press.
- Winks, R. (1971), The Blacks in Canada, Montreal, McGill-Queen's University Press.

| Controllo di autorità | LCCN (EN) sh85069312 · J9U (EN, HE) 987007529246605171 |